# Davide Rigon
Davide Rigon (Thiene, 26 de agosto de 1986) é um piloto italiano de automobilismo. Ele disputou a Fórmula BMW World Series, a Fórmula 3 Italiana, a Fórmula Renault Itália e a Euroseries 3000, sendo que desta última foi campeão em 2007, após vencer três etapas
Em 2008, disputou todas as etapas da Fórmula Superliga, defendendo as cores do clube chinês Beijing Guoan, com o qual chegou ao título da temporada inaugural.

## GP2
Disputando a GP2 em 2011 pela equipe Coloni, sofreu forte acidente na etapa da Turquia. Encontra-se em reabilitação. Foi substituído por Kevin Ceccon.

## Resultados

### Superleague Formula
| Ano  | Equipe                 | 1     | 2     | 3     | 4     | 5       | 6     | 7     | 8     | 9     | 10    | 11    | 12    | Lugar | Pontos |
| ---- | ---------------------- | ----- | ----- | ----- | ----- | ------- | ----- | ----- | ----- | ----- | ----- | ----- | ----- | ----- | ------ |
| 2008 | Beijing Guoan Zakspeed | GBR 1 | GBR 6 | GER 5 | GER 3 | BEL Ret | BEL 1 | POR 5 | POR 5 | ITA 1 | ITA 5 | SPA 9 | SPA 3 | 1st   | 413    |